# Valle de Mexicali

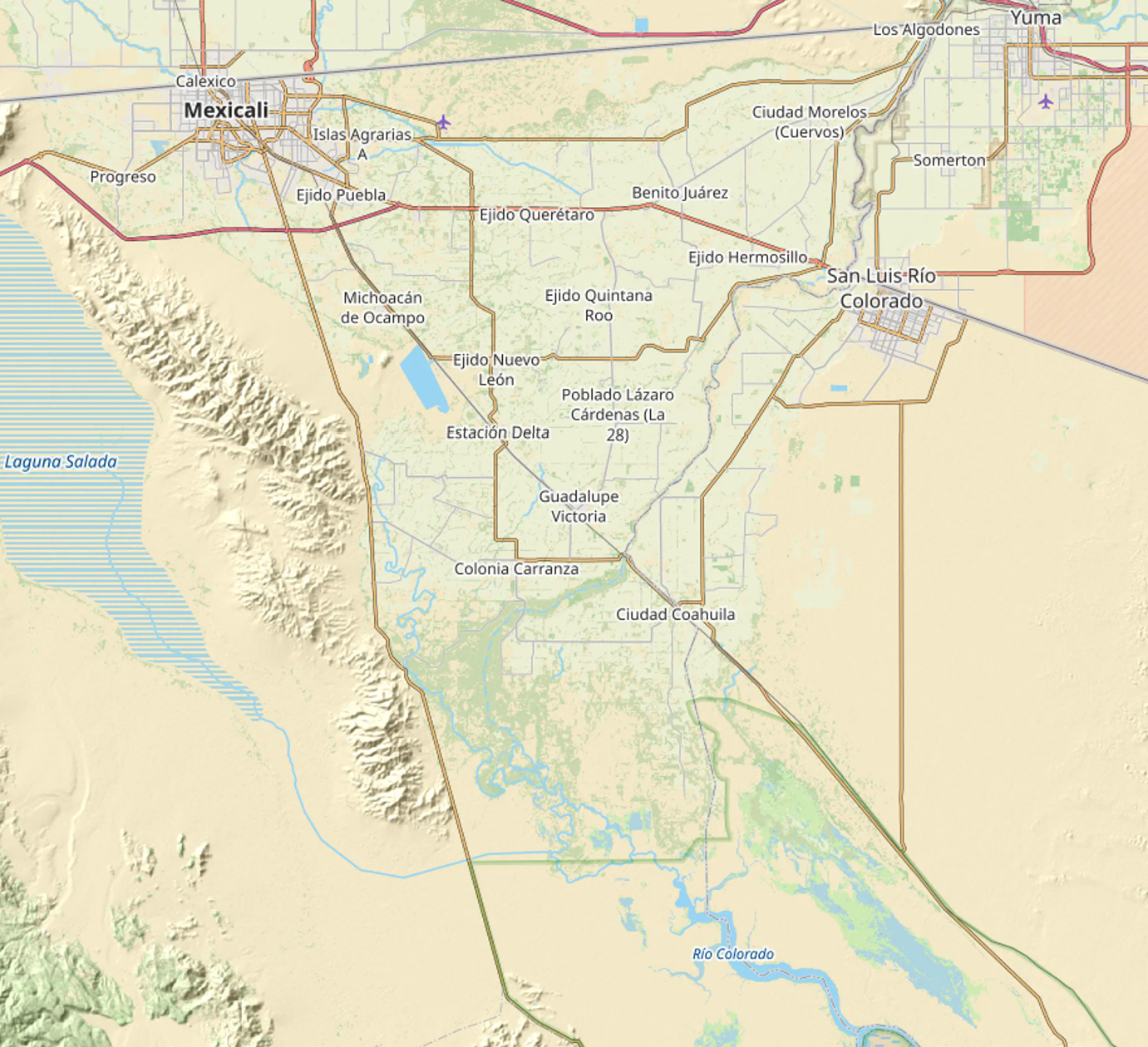
Valle de Mexicali

El valle de Mexicali era una llanura desértica a principios del siglo XX, de 370,000 hectáreas de las cuales posteriormente a la Presa Hoover y construcción del distrito de riego, 250,000 ahora son  agrícolas, pues tiene una dotación anual de 1,850 millones de metros cúbicos de agua del Río Colorado. El Valle, cuenta con diversos poblados para una población de 177,000 habitantes, en 182 localidades entre colonias agrícolas, 79 poblaciones ejidales, poblados y ciudades, (Ciudad Guadalupe Victoria, Los Algodones, Ciudad Morelos, interconectados por 640 m de carreteras y caminos estatales, en 12 delegaciones municipales, 64 códigos postales y dos códigos Lada.
Pertenece al Municipio de Mexicali, y rodea por tres lados a la ciudad de Mexicali; se encuentra localizado en el extremo noreste del estado mexicano de Baja California y está conformado por extensión agrícola al sur y oeste del Río Colorado así como el delta del río Colorado; se extiende desde la frontera entre Estados Unidos y México hasta el delta del río, en el Golfo de California, y desde el Gran Desierto de Altar hasta la Sierra de Juárez; está interconectado con otros dos valles del otro lado de la frontera, en Estados Unidos; uno en California y recibe la denominación de Valle Imperial, y otro en Arizona, que es el Valle de Yuma, en la confluencia entre el Río Colorado y el Río Gila. Del Río Colorado se desprenden el Río Hardy y el Río Nuevo, que corre de nuevo al norte, a Estados Unidos, por el parteaguas que tiene el Valle.

## Origen
El Valle de Mexicali fue originalmente una de las zonas desérticas más secas de la región, por ser la parte oeste del Gran Desierto de Altar, pero cambió su vocación a agrícola, con la apertura de una red de irrigación, favorecida por la construcción de presas de control (Presa Hoover) del caudal del Río Colorado. Es aún uno de los sitios donde se registran las más altas temperaturas en México. se encuentra surcado en diversos puntos por campos de dunas, como las Dunas de Los Algodones, en sentido norte sur lo surca la Sierra Cucapá, al oeste de la cual se encuentra el vaso de la Laguna Salada que junto con el Salton Sea, formaba la Lago Cahuila, hoy extinta, en cuyo extremo norte lo forma el cerro de El Centinela, que es un símbolo de la región, y en la parte sur está el Cañón de Guadalupe, que es un oasis con ojos de aguas termales y un arroyo corriente que baja de la Sierra. También lo cruza la falla de San Andrés, por lo que los temblores y sismos son relativamente frecuentes habiendo generado el terremoto de 7.2° Richter el 4 de abril del 2010. Esto ocasionó el surgimiento de lagunas por fugas de vapor denominada los Volcanes y la falla Cerro Prieto que después se transformó en una planta de energía geotérmica Cerro Prieto operada por CFE, ubicada al éste del Cerro Prieto, que es un pequeño volcán de 200 m de altura, similar a los de la Sierra del Pinacate que están a 200 km al este.
El Valle tiene una parte en el Estado de Sonora, al sur de la ciudad de San Luis Río Colorado. En la parte extrema sur, y antes del delta se encuentran unos humedales conocidos como Ciénega de Santa Clara, con todo los beneficios de lugares con ésas características, ya muy cerca del Delta del Río Colorado.

## Colonización y Expansión agrícola
Históricamente fue una de las zonas más aisladas y poco pobladas de México. A inicios del siglo XX se dieron los primeros esfuerzos de colonización. En los inicios del Valle de Mexicali (VM) solamente existía agricultura en las orillas de los ríos, practicada por temporadas y usada para consumo propio, esta agricultura era practicada por tribus seminómadas que habitaban en la región del delta, que originalmente sólo estaban los nativos cucapás, pero los intentos de irrigación del Valle Imperial y la naciente población de Calexico (1902) impactaron al inicio de la Ciudad de Mexicali y al Valle de Mexicali, con el arribo de chinos del norte de california, hindús, japoneses y mexicanos, que fueron involucrados en el proyecto de llevar agua del Río Colorado, desde Yuma, al Valle Imperial ambos en Estados Unidos, pasando por el Valle de Mexicali, México. 
Guillermo Andrade, cónsul de México en los Ángeles, empresario de barcos en el Río Colorado, fundador de Colonia Lerdo y de varias localidades de la ribera del Río Colorado y terrateniente de las tierras del Valle de Mexicali, que desde 1874 había fundado la Compañía Mexicana Agrícola, Industrial y Colonizadora de Terrenos del Colorado, compró 60 terrenos de 2,500 hectárea cada uno, en el extremo sur del Valle de Mexicali, con la cual buscaba explotar el cáñamo silvestre y otros productos como algodón. Andrade vendió las tierras en 1904 a la Colorado River Land Company, la cual adquirió hasta 349,000 hectáreas que se realizaron en conjunto con Estados Unidos, grandes esfuerzos de colonización de las tierra, instalación de empresas privadas para el desmonte y cultivo de tierras, trazo y construcción de una re de canales de irrigación aprovechando el caudal del río Colorado y conllevó al desarrollo de la agricultura.

## Los ferrocarriles
En 1901, se estableció la Mexicali and Gulf Railway con el fin de cruzar mercancías de Calexico a Yuma, por territorio Mexicano. El esfuerzo continuó y se transformó en el Ferrocarril Inter-California, mismo que funcionó desde 1908 hasta 1959, con 4 vagones para personas y 25 de mercancía a una velocidad de 55 km/h, a través de varias estaciones entre las cuales estaban: Cd. de Mexicali, Packard, Palaco, Pascualitos, Sesbania, Casey, Cucapá, Hechicera, Volcano, Batáquez, Tecolotes, Paredones, Cuervos, Dieguinos y Algodones, para cruzar hacia Yuma. En 1924, se intentó abrir un ramal hacia el Río Hardy que luego se extendería hasta San Felipe pero pronto se abandonó. De 1927 a 1934 lucharon contra las aguas pantanosas por inundaciones del Río Colorado. En 1930, fue adquirida por la ferroviaria Southern Pacific. Los esfuerzos ampliación ferroviaria continuaron hasta que lograron llegar en 1940 hasta Puerto Peñasco, con estaciones en km.39, km. 43, km. 57 y Riíto (Sonora). Fue hasta 1947 que se conectó Puerto Peñasco con Benjamín Hill.

## La tenencia de la tierra y el reparto agrario
La Constitución Mexicana de 1917 producto de la Revolución Mexicana y la hicieron que las grandes propiedades de tierras de las empresas colonizadoras, pasaran de legales a ilegales. Hubo varios eventos de presión a favor de la tenencia mexicana de la tierra. En 1911, los hermanos Flores Magón se manifestaron contra presencia de latifundios de americanos. En 1921, un grupo de campesinos se apoderan de las tierras del Rancho alcanfores, cerca de estación Sesbania. En 1926 continúan eventos de presión al gobierno sobre la tenencia de la tierra. En 1933 Lázaro Cárdenas, hace pública su intención e ideario sobre la tenencia de la tierra para los mexicanos. En 1934 asume la presidencia de la República.
El 27 de enero de 1937, un grupo de campesinos liderados por Hipólito Rentería y Felipa Velázquez Vda. de Arellano, asaltan algunos ranchos de la Colorado River Land Company. El 14 de marzo se concreta la expropiación de casi 119,000 ha. La nueva posesión y tenencia de la tierra, y el reparto induce la creación de numerosos ejidos-Poblados que el día de hoy son centros de población, con agricultores que, desde todo el país, emigraron hacia el Valle de Mexicali. Para junio ya eran 57 ejidos que eran en propiedad comunal. Estados Unidos nunca protesto formalmente. 
Los que rentaban las tierras en ranchos de la Colorado R.L.C, también fueron despojados de sus bienes, por lo que se inconformaron, con la denominada "Huelga de los Sentados", que era una movilización multitudinaria de gran presencia y duración que el Asalto a las Tierras, por lo que el gobierno les vendió tierras para que la propiedad social y privada coexistieran en el Valle. Así nacieron la Colonia Carranza, Baja California, Coahuila y Nuevo León bajo la tenencia privada de la tierra.   
En 1939, ante la falta de un buen funcionamiento ejidal, iniciaron nuevas presiones para que se repartieran parcelas en forma individual las tierras de cada ejido.  
Estos eventos no interrumpieron el crecimiento agrícola. En 1912, fueron sembradas 15 hectáreas de algodón y produjeron 15 pacas. En 1913, 3,700 pacas. En 1920 54,000 pacas. En 1926, 86,000 pacas en 52,000 ha. sembradas. 1941 ya eran 100,900 pacas en 71,600 ha. En 1949, 156,497 pacas en 105,000 ha. En 1950, 244,638 pacas en 132, 800 ha. 1959 fueron 470,324 pacas, en 191,000 ha. y en 1967, 542,000 pacas. Esto fue la expansión del "Rancho algodonero más grande del mundo" en llamado la fiebre del "Oro blanco".
La productividad también vio su desarrollo pasando de 1.2 pacas por hectárea en 1912, a 2.2 en 1955, 2.5 en 1959, 4.1 en 1966 y 5.4 en 1987. 
El valle se encuentra en la zona atravesada por la falla de San Andrés, por lo que es una de las zonas sísmicamente más activas del país, así como de afloramientos térmicos, por lo que en él se encuentra una de las centrales geo termoeléctricas más grandes del mundo, la Planta de energía geotérmica Cerro Prieto.

## Cultivos
Tres cultivos son predominantes: Algodón, Trigo y Alfalfa. Otras especies también son cultivadas principalmente hortalizas para exportación. En el Valle de Mexicali se cultivan:
- Algodón
- Maíz
- Trigo
- Dátil
- Cebollín
- Alfalfa
- Espárragos
- Sorgo
- Lechuga
- Melón
- Sandía

## Urbanización del Valle
El origen. El rancho los Algodones, es considerado el conglomerado poblacional más antiguo del Valle de Mexicali, pues ya existía en 1827, sirviendo de estación de descanso y posta que viajaban a la Alta California, como Juan Bautista de Anza. En 1859 menciona a José Antonio Moreno y Gabriel Villarino como habitantes. En 1873, la línea de diligencias de John Copron, que iba de Yuma a San Diego, llegaba a Algodones. En 1878 Thomas Blythe, compró el rancho a José Antonio Altamirano, que en 1896, pasó a manos de Guillermo Andrade, pues lo compró al gobierno como parte del adeudo de Blythe. En 1901 había 69 habitantes varones.
Nacimiento de centros de población. A partir de la expansión agrícola, se instalaron múltiples ranchos en el  territorio. En 1937 con el Asalto a las tierras y el reparto agrario se instalaron 75 ejidos - poblados, que la gente trabajaba en las inmediaciones del centro de población, mismos que han ido consolidando como centros urbanos. Con la Huelga de los Sentados, nacieron otros centros de población las colonias de propiedad privada, como la colonia Carranza. Las estaciones del ferrocarril Inter-californias, como Hechicera, Tecolotes, Paredones, Cuervos, y el Sonora-Baja California, como km. 43, km. 57 también fueron centros de asentamiento humano y luego urbano. 
La población. El valle de Mexicali en 2022, contaba con 176,453 personas distribuidos en 187 localidades.
Los centros de población. Crecimiento de la mancha urbana. La ciudad de Mexicali, ya ha absorbido e integrado en la mancha urbana a diferentes ejidos entre ellos a: Ejido Zacatecas, Ejido Coahuila, Ejido Orizaba, Ejido Xochimilco, Ejido Puebla, Colonia Santa Isabel, Colonia Calles, Estación Palaco.
Las poblaciones de mayor población en el Valle de Mexicali son:
- Algodones
- Ciudad Guadalupe Victoria. Antes estación kilómetro 43
- Ciudad Coahuila. Antes kilómetro 57
- Ciudad Morelos. Antes estación Cuervos
- Paredones. Antes estación del tren inter-californias
- Tecolotes.

Existen más de 100 centros de población y mencionaremos algunos: 
- Hechicera (Antes estación del ferrocarril Inter-californias)
- Batáquez.
- Ejido Hermosillo
- Ejido Islas Agrarias A y B
- Ejido Jiquilpan
- Ejido Lázaro Cárdenas (La mosca)
- Ejido Lázaro Cárdenas (La 28)
- Ejido Michoacán de Ocampo
- Ejido Toluca

La red Carretera. Dos carreteras federales atraviesan el Valle de Mexicali. Una que corre de éste - oeste que es la carretera federal 2 con su libramiento o sea la carretera de cuota 2D que rodea la ciudad de Mexicali y evita llegar a la misma y que va de Tijuana - San Luis Río Colorado o viceversa. También está la carretera federal 5, que atraviesa el Valle de Mexicali de norte a sur, y va de la ciudad de Mexicali hasta San Felipe y continúa. La necesidad de inter-comunicación entre más de 180 poblados y ejidos del valle, ha requerido de una red de caminos parra la funcionalidad de sus más de 180 000 habitantes que, para el año 2014, ya contaba con 640 kilómetros de vialidades estatales bajo su responsabilidad, con una red principal de caminos pavimentada y numerados de 1 al 8; la red secundaria también es pavimentada. La red terciaria, es de terracería.